# Холодный как лето
«Холодный как лето» (фр. Froid comme l'été) — французская драма 2002 года режиссёра Жака Майло.

## Сюжет
Рейчел — молодая девушка, одинокая мать. Случайное рождение ребёнка не пробудило её материнских инстинктов. Свою маленькую дочь она не понимает, не чувствует, и роль матери абсолютно чужда ей. Устав от забот, она решает отдохнуть на Лазурном Берегу. Оставив записку соседке, чтобы та присмотрела за ребёнком, Рейчел уезжает, не подозревая, что соседка в отпуске. Отдыхая, Рейчел знакомится с Сесиль — молодой воровкой, у них начинается роман. Брошенный ребёнок тем временем умирает от жажды. Расследованием преступления начинает заниматься Клэр. Она собирает информацию о Рейчел, разговаривает с её родителями и друзьями. Она узнаёт, что Рейчел — обычная девушка, и единственная её проблема в том, что она слишком рано стала матерью и была совершенно не готова принять на себя ответственность за жизнь ребёнка. Между тем Рейчел видит по телевизору объявление полиции о её розыске и гибели дочери. Она сама звонит в полицию и сдаётся.

## Актерский состав
| В ролях        |  | Персонаж |
| -------------- |  | -------- |
| Сара Граппин   |  | Рейчел   |
| Натали Ришар   |  | Клэр     |
| Мика Тард      |  | Сесиль   |
| Эрик Боникатто |  | Давид    |
| Жозеф Малерба  |  | Жерар    |
| Валери Мейре   |  | Элизабет |

## Награды
Фильм получил следующие награды:
| Награды            | Награды | Награды     | Награды                          | Награды             |
| ------------------ | ------- | ----------- | -------------------------------- | ------------------- |
| Фестиваль / Премия | Год     | Награда     | Категория                        | Победитель          |
| Prix Italia        | 2003    | Prix Italia | TV Drama — TV Movies/Mini-Series | «Холодный как лето» |